# Enrico Macias
Pour les articles homonymes, voir Macias.
Enrico Macias, né Gaston Ghrenassia le 11 décembre 1938 à Constantine (Algérie française),, est un chanteur, musicien, compositeur et acteur français.

## Biographie

### Origines
Gaston Ghrenassia est le fils de Sylvain Ghrenassia et Suzanne Zaouch, une famille juive arabe d’Algérie, musiciens de malouf. Il se définit lui-même comme juif d'origine berbère d'Aïn Abid. D'autres publications le décrivent plutôt comme juif d'origine séfarade. Son père est violoniste dans l’orchestre de Raymond Leyris dit Cheikh Raymond (son futur beau-père).
Il apprend la guitare avec son cousin Jean-Pierre, mais aussi avec des amis gitans qui lui donnent le surnom de « petit Enrico », son futur prénom d’artiste. Son nom d’artiste résulte d’une erreur de la secrétaire de la maison de disques qui a mal compris son nom au téléphone et le baptise « Macias », alors qu’Enrico lui avait soufflé « Nassia ».

### Carrière

#### Débuts (1956-1963)
D’abord instituteur en 1956, il rejoint l’orchestre de Cheikh Raymond. Ce dernier, symbole de l’échange entre les communautés d’Algérie, est assassiné en juin 1961 par le FLN, à Constantine. La famille Ghrenassia se décide à quitter l’Algérie le 29 juillet 1961, soit onze mois avant la fin de la guerre. C'est durant cette traversée nostalgique de la Méditerranée comme de nombreux expatriés, qu'il compose à la guitare « J'ai quitté mon pays, j'ai quitté ma maison ». La famille s’installe à Argenteuil.
Enrico est étudiant au lycée François-Ier de Fontainebleau et il habite chez sa tante et son oncle rue de Picpus à Paris.
Il travaille irrégulièrement, vit de petits boulots tout en se produisant dans les cabarets. Repéré, il fait la première partie d’un concert de Gilbert Bécaud.
Il passe en 1962 pour la première fois à la télévision dans l’émission Cinq colonnes à la une pour illustrer un reportage sur les rapatriés d'Algérie. Son interprétation de la chanson Adieu Mon pays, devient le symbole de l’exil des Pieds-Noirs et il devient célèbre. Il adopte alors le pseudonyme d’Enrico Macias en 1964.
Pathé Marconi sort son premier album en 1963, avec le titre phare Enfants de tous pays.

#### Reconnaissance (années 1960 à 1990)

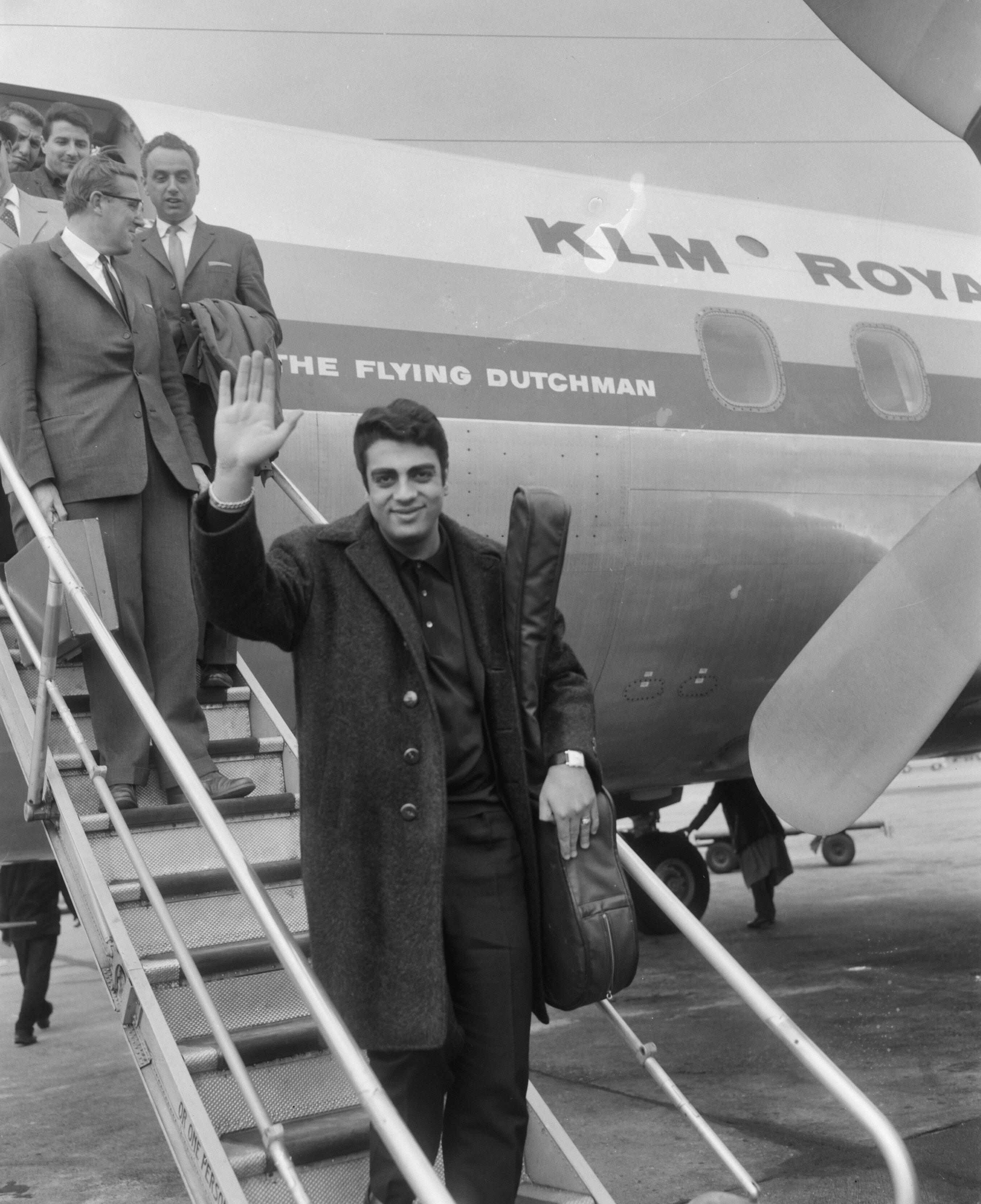
Enrico Macias (1965).

Au printemps 1964, il fait la première partie des Compagnons de la chanson à l'Olympia de Paris. Il touche le public avec des chansons comme Paris, tu m'as pris dans tes bras.

À partir de ce moment, il parcourt le monde, enregistrant et chantant en français, en arabe algérien, en espagnol ou en italien, éprouvant son répertoire avec un grand succès sur tous les continents et dans des pays d'Orient tels que le Liban, Israël, la Grèce ou la Turquie où nombre de ses chansons sont traduites et interprétées par des artistes turcs. En 1968, ses débuts nord-américains au Carnegie Hall de New York font salle comble et il poursuit ainsi à Chicago, Dallas, Los Angeles. Il chante également au Canada et dans les pays d'Europe du Sud, aussi en Union soviétique où il se produit dans plus de 40 villes (1966) ou au Japon (1966). 

Affiche annonçant le chanteur Enrico Macias et la chanteuse brésilienne Elis Regina à l’Olympia en 1968. Archives nationales du Brésil.

En 1965, il reçoit le prix musical Vincent-Scotto.
Malgré l'énorme popularité d'Enrico Macias en URSS, il se trouve qu'après la guerre des Six Jours où il a chanté pour les soldats de Tsahal, et la victoire d'Israël en 1967, le nom du chanteur est secrètement interdit dans la « Patrie du communisme ».
En 1976 , il reçoit un disque d'or pour sa composition Mélisa. Juste après le traité de paix israélo-égyptien de 1978, le président égyptien Anouar el-Sadate invite Macias — interdit dans les pays arabes — à chanter devant un public de 20 000 personnes au pied des pyramides. Lors de cette prestation, il chante et délivre un message de paix. En 1981, il composera la chanson Un berger vient de tomber à la mémoire du président Sadate qui a été assassiné.
Dans les années 1970 et 1980, il est régulièrement l'invité des émissions télévisées de variétés de Maritie et Gilbert Carpentier. Entre la fin des années 1970 et le début des années 1980, Enrico Macias assure plusieurs spectacles, des tournées orientales notamment à Bobino ou encore à l'Olympia avec comme accompagnateur le chef d'orchestre Isaac Kakino De Paz.
Reconnu internationalement, il reçoit le titre de « Chanteur de la paix » des mains du Secrétaire général des Nations unies Kurt Waldheim, en 1980, après avoir reversé à l'UNICEF les droits d'auteur de sa chanson Malheur à celui qui blesse un enfant.
En 1985, il reçoit la croix de chevalier de la Légion d'honneur des mains du Premier ministre Laurent Fabius. Il est promu au grade d'officier par le président Jacques Chirac en avril 2007. En 2006, il est promu commandeur des Arts et des Lettres pour l'ensemble de sa carrière par Renaud Donnedieu de Vabres, ministre de la Culture.
En 1998, il devient membre du conseil de surveillance du groupe Partouche. Il est également directeur général délégué de la Société européenne de grands restaurants, qui gère entre autres Le Laurent, appartenant au groupe.
Dans les années 1990, Macias s'essaie comme acteur de théâtre dans la pièce Quelle Nuit, jouant le rôle d'un juge dans le téléfilm français Monsieur Molina ou d'un père de famille dans La Vérité si je mens II (2001)

#### Depuis 2000

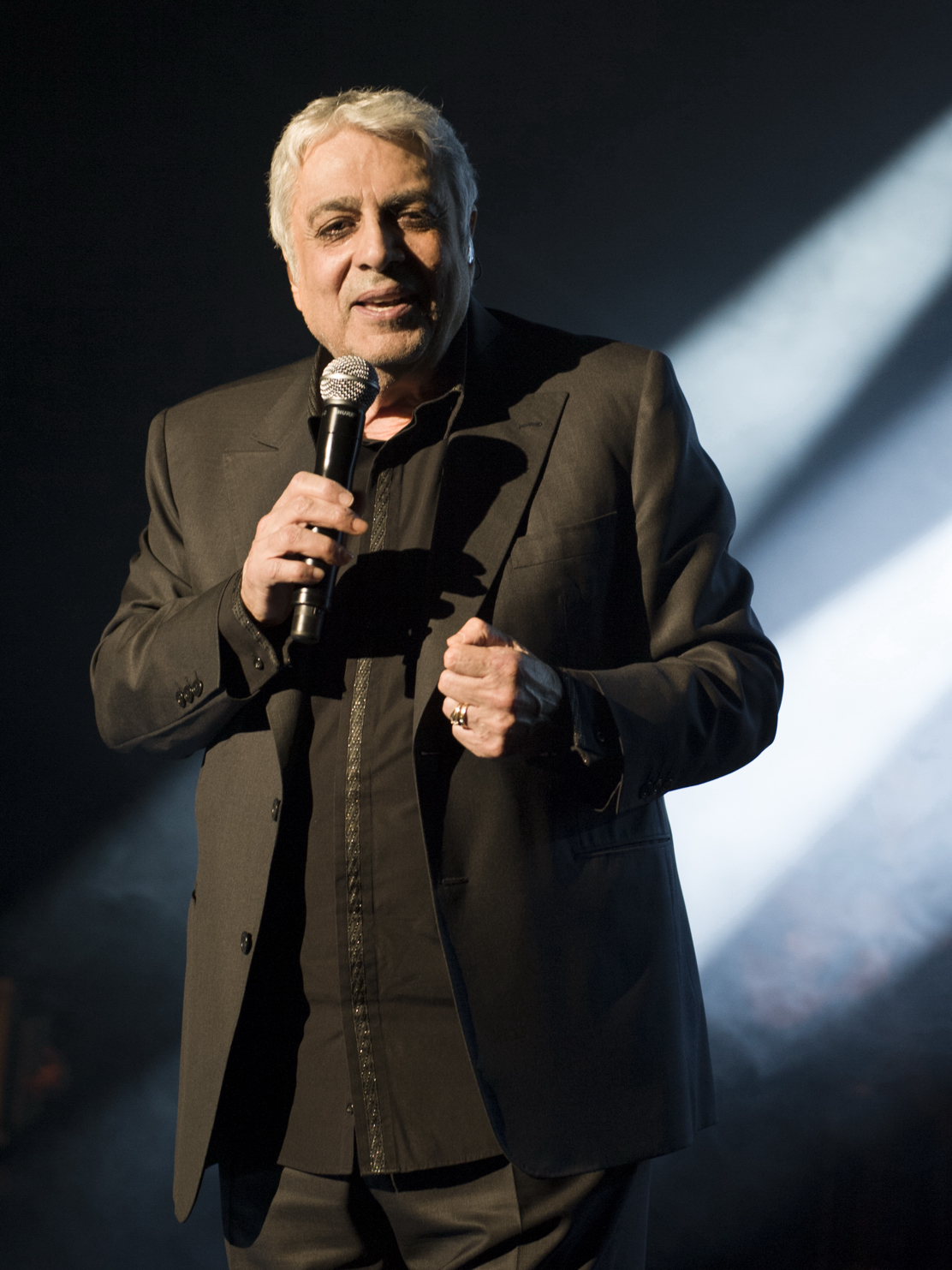
Enrico Macias en concert en 2016.

Sa décision de jouer des concerts en Algérie suscite une énorme controverse. Après l'annulation d'un projet de tournée en Algérie en 2000, il a écrit un livre, Mon Algérie (Éditions Plon en octobre 2001) commercialisé comme une « véritable histoire d'amour entre un homme et sa patrie ».
En 2007, il fait des opérations financières auprès de la banque Landsbanki, qui le mettent ensuite en difficulté lors la crise financière de 2008 en Islande et de la faillite de cette banque. Les liquidateurs de celle-ci réclament les garanties apportées par Macias sous forme d'hypothèque de sa villa de Saint-Tropez.
En 2011, il joue dans le film Bienvenue à bord en tant que lui-même.
En 2017, Enrico Macias fait partie de la distribution du documentaire Les Magnifiques de Mathieu Alterman et Yves Azeroual, qui met en lumière l'histoire de sept jeunes gens (lui-même, Norbert Saada, Régis et Charles Talar, Charley Marouani, Robert Castel et Philippe Clair) partis d'Afrique du Nord à vingt ans et qui ont révolutionné la pop-culture française des années 1960 à 1980,,,.
En février 2019, il donne un concert à Casablanca malgré les protestations de pro-Palestiniens.
Il est à l'affiche de l'Olympia les 2 et 3 avril 2022.
En tournée de célébration de ses 60 ans de carrière, accompagné de ses 8 musiciens (dont son fils à la guitare électrique), il se produit en concert gratuit le 29 juillet 2023 à Mâcon, esplanade Lamartine, sur la scène du festival Été frappé (dont il est cette année-là la tête d'affiche) devant 4 000 spectateurs conquis. En préambule, le chanteur avait reçu dans l'après-midi la médaille de la ville des mains du maire Jean-Patrick Courtois,.

## Vie privée
En 1962, il épouse Suzy Leyris (1940-2008), la fille de Raymond Leyris.
Le couple a deux enfants : Jocya (1964) et Jean-Claude (1969).
Suzy meurt le 23 décembre 2008 des suites d'une longue pathologie cardiaque qui l'a fragilisée toute sa vie, avec quatre opérations à cœur ouvert,. Elle est inhumée au cimetière parisien de Pantin.
Le 8 mai 2020, il révèle à l'émission L'Heure des pros avoir contracté la Covid-19 dont il est guéri. Le 28 mai, il est victime d'une mauvaise chute au cours d'une promenade à proximité de son domicile, qui lui brise le col du fémur ; il est opéré le 5 juin.
Il est le cousin éloigné du journaliste Paul Amar, leurs grands-pères étaient cousins germains.

### Placements financiers et contentieux avec Landsbanki
En 2007, Enrico Macias et sa femme contractent un prêt de 35 millions d'euros auprès de Landsbanki Luxembourg, filiale luxembourgeoise de la banque islandaise Landsbanki. Ce prêt est gagé notamment sur la villa du chanteur à Saint-Tropez. Ils perçoivent une part du prêt (9 millions d'euros), en vue notamment de rénover cette villa, tandis que l'autre part est placée par la banque sur des fonds à forts rendements potentiels mais à risque (dits fonds spéculatifs, de gestion alternative ou hedge fund), dans l'attente de ce que les gains de ces placements permettent de couvrir les intérêts de l'emprunt et tout ou partie de la somme perçue voire plus, par effet de levier.
Ces placements ayant perdu de leur valeur lors de la crise financière de 2008 en Islande, la banque est mise en liquidation et les liquidateurs de la banque réclament les garanties engagées pour le remboursement du prêt. Ayant refusé le remboursement réclamé, Enrico Macias est poursuivi et condamné en 2014 par un tribunal de Luxembourg à verser 30 millions d'euros à la filiale, étant qualifié d'investisseur averti, au vu de ses activités de dirigeant dans plusieurs sociétés françaises. Il conteste cette décision, dont l'exécution est suspendue en France. Le chanteur assure à propos de sa villa « Je vais la garder. On ne me la prendra jamais ». La décision de justice est confirmée en appel en 2017 et son pourvoi en cassation est rejeté en 2019. Entretemps, il porte plainte en France pour escroquerie contre la banque. Lors de l'ouverture du procès en mai 2017, Enrico Macias déclare : « Cela fait dix ans que je vis avec la peur au ventre de perdre mon seul bien. J'ai sué pour l'avoir. J'ai travaillé près de cinquante ans pour obtenir ce privilège d'avoir une belle propriété ». Il assure qu'on lui avait « menti, [et qu'on l'avait] trompé et escroqué ». Le 28 août 2017, il perd son procès en France contre la banque islandaise. Il perd à nouveau en appel en janvier 2020 et ses recours en cassation (avec d'autres emprunteurs) sont déclarés irrecevables le 17 novembre 2021. Le 7 décembre suivant, la Cour européenne des droits de l'homme condamne le Grand-Duché de Luxembourg à verser 12 000 euros de dommages et intérêts à Enrico Macias du fait de la gestion de son dossier contentieux, mais cette décision ne remet pas en cause le recouvrement des sommes réclamées par la filiale luxembourgeoise de Landsbanki. Selon l'avocat de l’ancien président de la banque islandaise : « Les 12 années de procédures qu’il a menées tous azimuts ne l’exonèrent pas d’un principe simple : quand on emprunte, il faut rembourser ».

## Engagements

### Engagement en faveur d’Israël
En janvier 2006, Enrico Macias est décoré par le ministère israélien de la Défense « pour son soutien à l’État d’Israël et à son armée tout au long de sa carrière ».
Enrico Macias participe ponctuellement à des événements et manifestations de soutien à Israël. En janvier 2008, il parraine le gala de l’association Migdal, destiné à apporter un soutien aux militaires de l’unité Magav, chargée de la surveillance des frontières israéliennes. Le 4 janvier 2009, il est présent à un rassemblement de solidarité avec les victimes israéliennes,, organisé par le Conseil représentatif des institutions juives de France (CRIF) en réaction à une manifestation ayant eu lieu la veille dénonçant l’intervention de l’armée israélienne (Tsahal) dans la bande de Gaza,.
En janvier 2015, dans une interview au journal Le Parisien, il se montre perplexe face aux juifs qui se sentent mal à l'aise en France et qui décident de partir pour Israël. Il aborde également la cause palestinienne avec une anecdote qui lui est arrivée peu de temps auparavant, en déclarant :

« L'antisémitisme, il faut le combattre, pas le fuir. J'en ai été victime à mes débuts. Aujourd'hui, on ne m'insulte plus, mais parfois je me retrouve dans des situations délicates. Il y a peu, un jeune Maghrébin m'a interpellé dans la rue en me disant : Salut Enrico, et en ajoutant Vive la Palestine. Je lui ai dit : Je suis d'accord, vive la Palestine. Moi aussi je peux le crier. Mais je veux que tu cries aussi vive Israël. Et tous les deux on a crié Vive Israël, vive la Palestine ! Quelle leçon je lui ai donnée. »

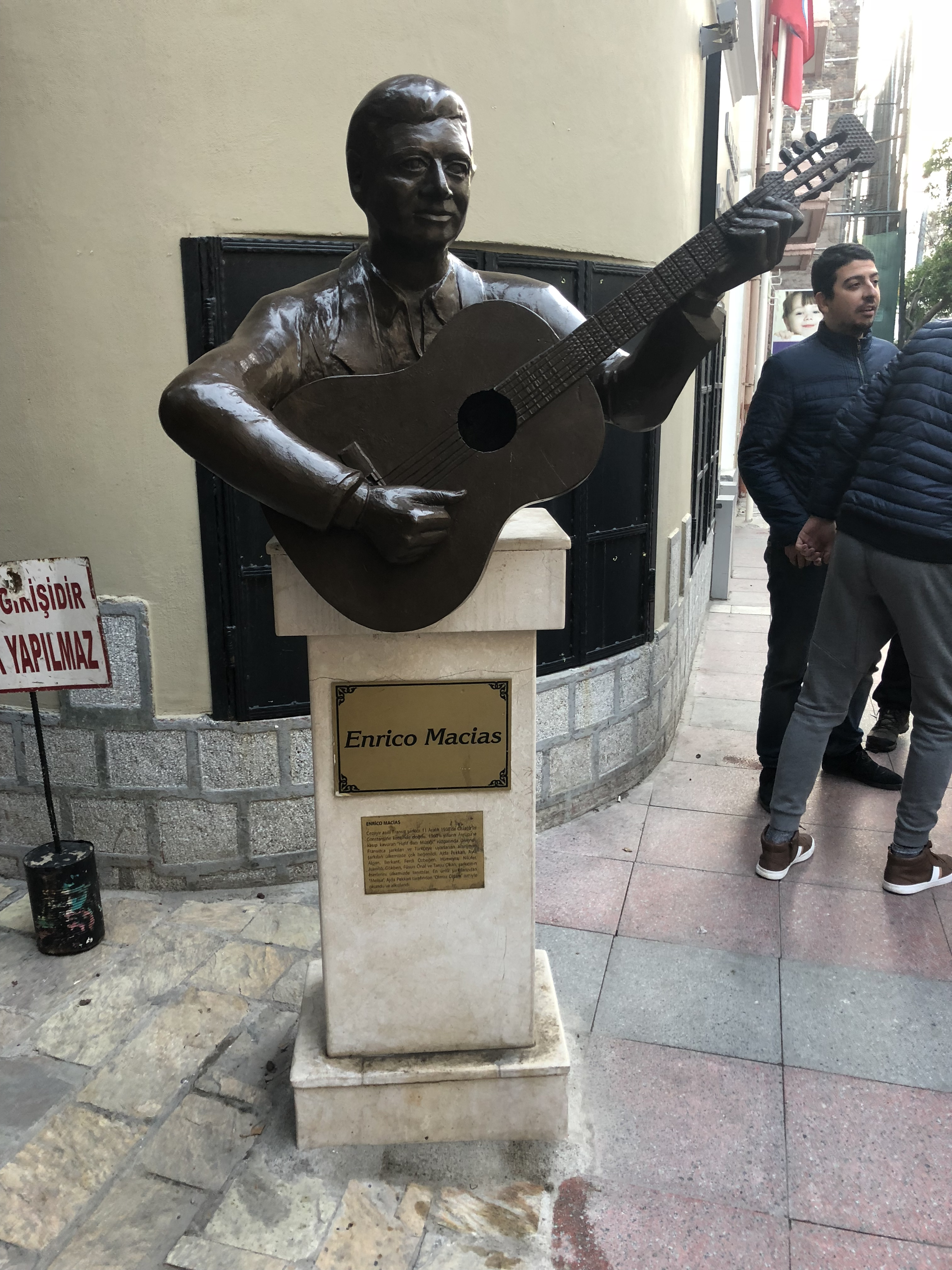
Buste d'Enrico Macias (faisant face à celui de Dario Moreno) à l'entrée de la rue Dario-Moreno, à Izmir (Turquie).

Dans son autobiographie, L'Envers du ciel bleu, parue en 2015, il évoque son combat pour la paix dans le conflit israélo-palestinien.
Le 10 octobre 2023, quelques jours après le début du conflit opposant Israël au Hamas, lors de l'émission L'Heure des pros 2 sur CNews, il a appelé à « dégommer », « peut-être même physiquement », les membres du parti La France insoumise en raison de leurs déclarations à propos de la guerre israélo-palestinienne.

### Engagement politique
Il soutient François Mitterrand aux élections présidentielles de 1981 et de 1988.
En mars 1992, lors des élections régionales en Provence-Alpes-Côte d'Azur, Enrico Macias est candidat sur la liste Énergie Sud, menée par Bernard Tapie.
Le 14 février 2007, Macias annonce son soutien à la candidature de Nicolas Sarkozy dans l’émission de Laurent Ruquier, mais déclare n'être ni de gauche ni de droite. Il déclare à cette occasion qu’il aurait pu soutenir Laurent Fabius ou Dominique Strauss-Kahn s’ils avaient été candidats, et critique vivement l’attitude de la candidate Ségolène Royal vis-à-vis d’Israël et du Hezbollah qu'elle met sur un pied d'égalité.
N'étant pas, depuis 1961, autorisé à retourner en Algérie, il prévoit néanmoins d’accompagner le président Sarkozy, lors d’un voyage officiel dans ce pays en décembre 2007. Il doit y renoncer, à la suite de l’opposition des autorités algériennes, en particulier du Premier ministre Abdelaziz Belkhadem et du ministre des Anciens Combattants Cherif Abbas. Il évoque ce refus de le laisser visiter son pays natal dans la chanson Je suis resté fidèle (Le Voyage).
Enrico Macias soutient à nouveau la candidature de Nicolas Sarkozy lors de l'élection présidentielle de 2012.
En 2014, il est membre du comité de soutien à la candidature d'Anne Hidalgo à la mairie de Paris.
Le 11 octobre 2020, il annonce dans l'émission Les Enfants de la République sur Radio J qu'il quittera la France si Marine Le Pen, femme politique d'extrême-droite, remporte l'élection présidentielle de 2022.

## Style et parcours musical
S'il a grandi dans la musique judéo-arabe, Enrico Macias se lance rapidement à son arrivée en France dans des chansons de variétés orientalistes, inspirées par la musique arabo-andalouse (Adieu mon pays, Les filles de mon pays), où l’influence de Lili Boniche est patente (L’Oriental). Son professeur est alors Raymond Leyris, maître du malouf constantinois, en filiation directe avec la musique arabo-andalouse.
Au cours de son arrivée en France, le style de ses disques évolue vers une musique moins marquée et plus facilement accessible au grand public ; il change son instrument, le oud, pour la guitare. Pour toucher un large public, il compose des chansons dont la structure et l'harmonie sont occidentales. Il reste néanmoins attaché à ses racines musicales dans les chansons qu’il interprète en concert, ou en 1979, quand il invite les Gipsy Kings à assurer sa première partie à l’Olympia après qu’il eut fait de même avec la chanteuse Danièle Danaé. De même, il adopte les rythmes à la mode de la valse, de la bossa nova. Plus tard[Quand ?], il essaie de renouer de façon plus systématique avec la musique arabo-andalouse.
Parmi les divers paroliers qui ont signé les textes du répertoire de Macias, Jacques Demarny accompagna une grande partie de la carrière de cet interprète (dans les années 1960 à 1980) et fut l’auteur de la majorité de son répertoire (une centaine de chansons).

## Discographie

### Albums studio
- 1963 : Enrico Macias (Enfants de tous pays)
- 1964 : Chiquita
- 1965 : Paris tu m'as pris dans tes bras
- 1966 : Douze nouvelles chansons
- 1968 : Un rayon de soleil
- 1970 : Bravo Enrico
- 1971 : Un grand amour
- 1973 : Un homme a traversé la mer
- 1974 : Enrico Macias (Le Plus Grand Bonheur du monde)
- 1975 : Mélisa
- 1977 : Aimez-vous les uns les autres
- 1979 : La Poésie de la Méditerranée
- 1980 : Enrico Macias (La France de mon enfance)
- 1981 : Un berger vient de tomber
- 1983 : Enrico Macias (Deux ailes et trois plumes)
- 1984 : Générosité
- 1986 : Mon chanteur préféré
- 1989 : Aïe aïe aïe, je t'aime
- 1991 : Enrico (Gitano)
- 1993 : À Suzy
- 1995 : Et Johnny chante l'amour
- 1999 : Hommage à Cheikh Raymond
- 2003 : Oranges amères
- 2006 : La Vie populaire
- 2011 : Voyage d'une mélodie
- 2012 : Venez tous mes amis ! (compilation de 17 titres de son répertoire interprétés en duo)
- 2016 : Les Clefs
- 2019 : Enrico Macias & Al orchestra

### Albums en public
- 1964 : Olympia 64
- 1965 : Olympia 65
- 1968 : Olympia 68
- 1972 : À la face de l'humanité
- 1976 : La Fête à l'Olympia
- 1977 : Le Violon de mon père
- 1979 : En Égypte
- 1980 : Olympia 80
- 1982 : Olympia 82
- 1985 : Olympia 85
- 1990 : Olympia 89
- 1996 : La Fête à l'Olympia (95)
- 2003 : Olympia 2003
- 2024 : A l'Olympia, 18 mai 2024

### Compilations
- 1987 : 17 chansons d'or'
- 1988 : Master Série
- 1992 : Pour ton mariage
- 1992 : Le plus grand bonheur du monde
- 2001 : Concerts Musicorama
- 2003 : Les Indispensables de Enrico Macias
- 2006 : Les Concerts Exclusifs Europe
- 2007 : Gold
- 2008 : Platinum Collection

## Chansons

### Chansons emblématiques
- À ceux qui m'ont béni (1981)
- Adieu mon pays (1962)
- C'est ça l'amour (1973)
- C'était le bon temps (1973)
- Dis-moi l'avenir (1973)
- Dis-moi ce qui ne va pas  (1968)
- Elle reviendra bientôt (1975)
- Enfants de tous pays (1963)
- Je le vois sur ton visage (1967)
- Le Mendiant de l'amour (1980)
- Les Filles de mon pays (1964)
- Les Gens du Nord (1967)
- Malheur à celui qui blesse un enfant (1975)
- Noël à Jérusalem (1967)
- Ouvre-moi la porte (1980)
- Le vent du Sud (1989)

## Filmographie

### Cinéma
- 1965 : Déclic et des claques de Philippe Clair : lui-même
- 1978 : Mamma Rosa, ou La Farce du destin de Raoul Sangla
- 2000 : La Vérité si je mens ! 2 de Thomas Gilou : Maurice Boutboul
- 2009 : Coco de Gad Elmaleh : le tailleur
- 2011 : Bienvenue à bord de Éric Lavaine : lui-même
- 2012 : La Vérité si je mens ! 3 de Thomas Gilou : Maurice Boutboul
- 2023 : Pour ton mariage d'Oury Milshtein : lui-même
- 2024 : Maison de retraite 2 de Claude Zidi Jr. : Rico

### Télévision
- 1967 : Le Parapluie des vedettes (téléfilm)
- 2006 : Monsieur Molina (série télévisée)
- 2018 : La minute vieille : lui-même
- 2019-2020 : Family Business (série diffusée sur Netflix) - 6 épisodes : lui-même
- 2025 : Léo Matteï, Brigade des mineurs: Roger (saison 12 - épisodes 3 et 4)

### Documentaires
- 2003 : Guerre d'Algérie : la mémoire retrouvée ?

## Publications
Enrico Macias a publié les ouvrages suivants, tous à caractère autobiographique et en collaboration avec d'autres auteurs:
- Non, je n'ai pas oublié, Robert Laffont, 1982. Avec Jacques Demarny.
- Mon Algérie, Plon, 2001. Avec Florence Assouline.
- L'envers du ciel bleu, Cherche Midi, 2015. Avec Mohamed Sifaoui.

## Distinctions

### Décorations

#### France
- Officier de la Légion d'honneur (2007)[49] ; chevalier (1985)
- Commandeur de l'ordre des Arts et des Lettres (2006)[50]

#### Israël
- Médaille du ministère de la Défense (2006)

### Récompenses
- En 1965, il reçoit le prix Vincent-Scotto.
- Il a reçu un disque d'or en 1976 pour Mélisa.
- Il a été nommé Chanteur de la paix par le secrétaire général des Nations unies Kurt Waldheim en 1980 après avoir fait don de la recette de son single Malheur à celui qui blesse un enfant à l'Unicef[51].
- En 1997, Kofi Annan l’a nommé ambassadeur itinérant pour la paix et la défense des enfants.